# یاشویوکی
یاشویوکی (به لاتین: Jaświłki) یک روستا در لهستان است که در گمینا یاشویوه واقع شده‌است.